# Houthavens (Amsterdam)

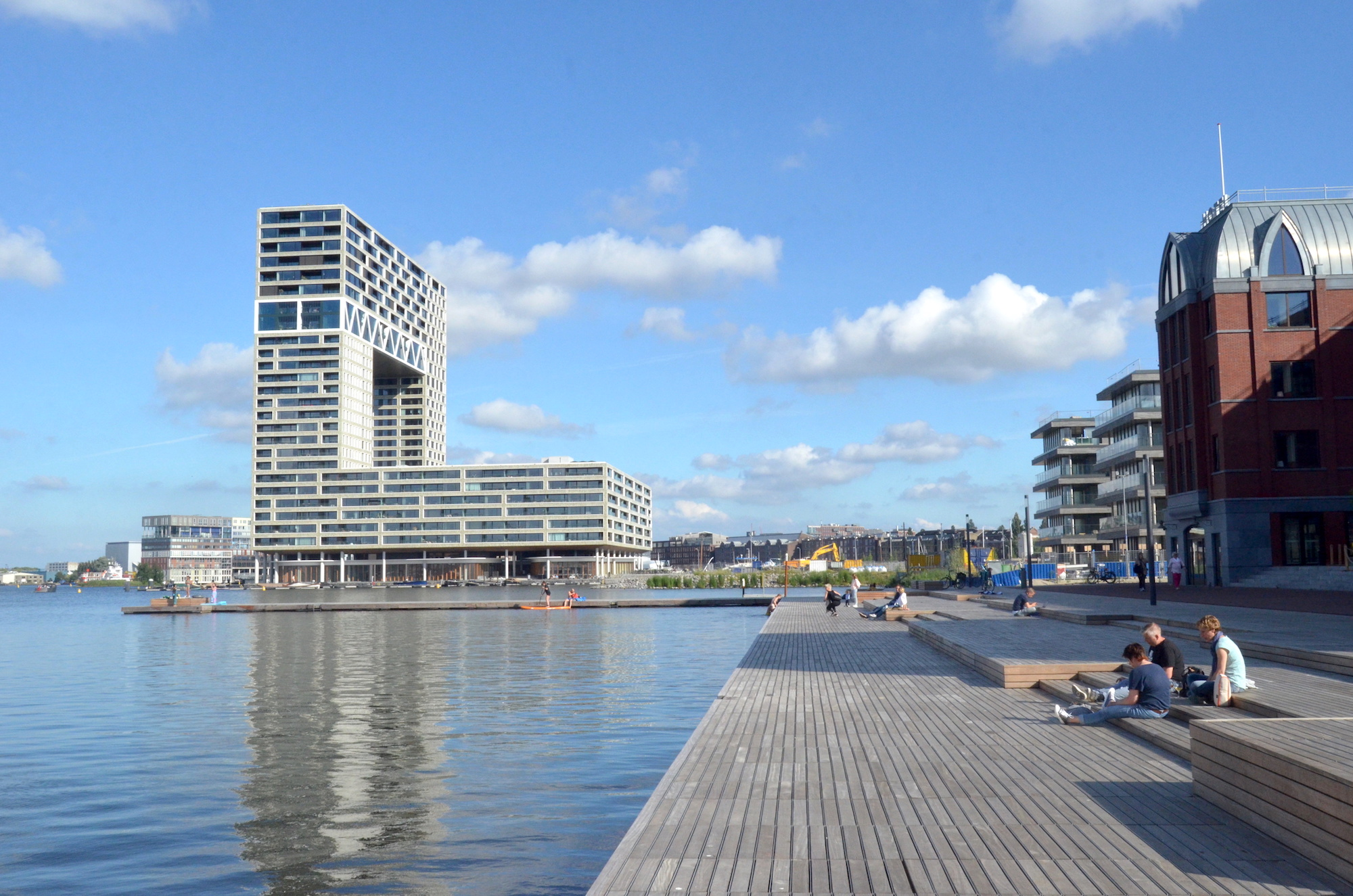
Pontsteigergebouw en Stettin-eiland (24 juli 2020)

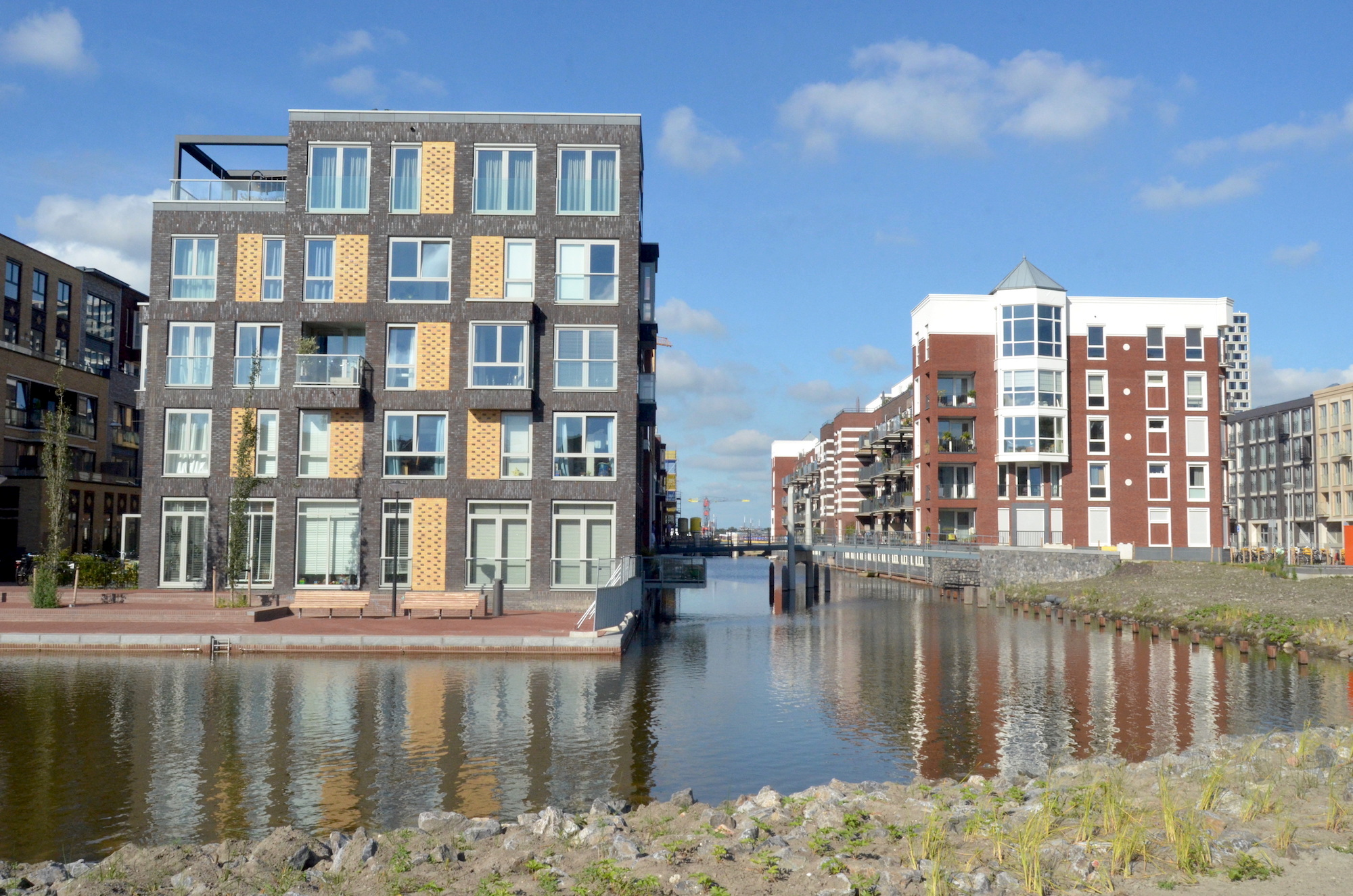
Narva-eiland en Memel-eiland (24 juli 2020)

De Houthavens zijn een groep havens langs het IJ in het Westelijk Havengebied van Amsterdam. Aan de noordkant worden de havens begrensd door de strekdam in het IJ, aan de zuidzijde door de Spaarndammerbuurt. De havens worden voornamelijk gebruikt door de binnenvaart. Aan de zuidelijke oevers van de Houthavens waren houtopslagplaatsen en bedrijven in de houthandel gevestigd. Dit bedrijvengebied is sinds 2010 radicaal aan het veranderen. Een geheel nieuwe woonwijk is in aanbouw op zeven kunstmatige eilanden.
De Houthavens bestaan eigenlijk uit vier delen. Van oost naar west zijn dat de:
- Oude Houthaven
- Houthaven
- Nieuwe Houthaven
- Minervahaven

Samen worden ze ook wel de Houthavens genoemd.

## Geschiedenis
De (Oude) Houthaven werd gegraven in 1876, gelijk met de aanleg van het Noordzeekanaal, voor het overslaan en opslaan van hout. Het was de eerste gegraven haven van Amsterdam. Toen het vervoer van hout steeds meer over de weg plaatsvond, werden de insteekhavens na 1945 gedempt.
Voor 1945 hadden alle in het gebied rond de Tasmanstraat en Spaarndammerstraat gevestigde houthandels het adres Houthaven. Na de Tweede Wereldoorlog verviel de straatnaam Houthaven en werden de nieuwe straatnamen ingevoerd: Archangelkade en -weg, Danzigerbocht en -kade, Gevleweg, Haparandaweg, Rigakade en Stavangerweg; die laatste kwam er pas na een herinrichting in de jaren zeventig.
Er lagen een tiental vletten in de Oude Houthaven bij de Tasmanstraat, omdat de vletterlieden meestal in afwachting van schepen verbleven in de cafés in de buurt.
De Minervahaven werd lange tijd gebruikt voor houtoverslag en er was houtverwerkende industrie gevestigd. Het aantal havengebonden activiteiten is evenwel sterk afgenomen. Het gebied wordt opnieuw ontwikkeld.
Aan de dam ligt sinds 2004 het atelierschip annex broedplaats De bonte zwaan, origineel gebouwd 1966 als schippersbeurs, maar toen verbouwd tot atelierruimten. Schuin tegenover De bonte zwaan ligt een oude Amsterdamse veerpont, Pont 13, die nu dienstdoet als bar/restaurant. Aan de Haparandadam is sinds 2011 ook het voormalige REM-eiland te vinden, waarin een restaurant is gevestigd.
Aan de Stavangerweg was veel huisvesting gerealiseerd voor zo'n 1.100 studenten in tijdelijke woningen en tussen 2004 en 2009 in het afgemeerde schip Rochdale One. Ook het stadsstrand Strand West lag aan de Houthaven. Het strand en de studentenwoningen zijn verdwenen voor de aanleg van de nieuwe woonwijk.
De Oude Houthaven heeft drie steigers, waarvan steiger A gebruikt wordt door voormalige schippers en steiger B en C door de beroepsvaart. In de Nieuwe Houthaven zijn ligplaatsen die specifiek voor duwbakken zijn ingericht. Geladen en lege duwbakken zijn gescheiden afgemeerd.
Op de Silodam, die de oostgrens van de Oude Houthaven markeert, staan twee markante graansilo's die in de jaren negentig zijn verbouwd tot luxe-appartementen-gebouwen, de Stenen Silo en Betonnen Silo. Ook staat hier op poten in het water een appartementengebouw uit 2002, ontworpen door het architectenbureau MVRDV.

## Pontsteiger
Vanaf de pontsteiger aan de Tasmanstraat vertrekt sinds 1957 het Distelwegveer, waarmee tot 30 maart 2007 ook auto's over het IJ konden worden overgezet. Tot 2015 voeren het Distelwegveer en het Houthavenveer van en naar de Distelweg en de NDSM-werf in Amsterdam-Noord. In 2015 werd de aanlegsteiger tijdelijk verplaatst naar de Westerdoksdijk, vlak bij het Stenen Hoofd, vanwege de bouw van het Pontsteigergebouw. Vanaf de zomer van 2018 vertrekken de ponten (weer) vanaf (ongeveer) de oude plek.

## Nieuwbouwwijk
Op de plek van de vroegere houtopslagplaatsen aan de Houthavens wordt sinds 2015 de nieuwe wijk Houthaven gebouwd. Er zijn nieuwe grachten uitgegraven en er zijn zeven kunstmatige eilanden aangelegd. Hierop wordt een nieuw woon- en werkgebied gebouwd dat uit zo'n 1.700 woningen en 52.000 m² bedrijfsruimte zal bestaan.
Het 4e Gymnasium, eerst sinds 2008 gevestigd in een semi-permanent pand aan de Houthaven, werd met ingang van schoolseizoen 2016/'17 verplaatst naar de Archangelweg 4.
De voormalige pontsteiger aan de Tasmanstraat was het eerste project voor permanente nieuwbouw in de Houthaven. Daar verrees een 82 meter hoog gebouw, het zogenaamde Pontsteigergebouw (of Pontsteiger Waterpoort), met daarin voornamelijk woningen in het duurdere segment. De bouw duurde van juni 2015 tot zomer 2018. Het gebouw werd ontworpen door Arons en Gelauff Architecten. Het pand kwam begin 2016 in het nieuws omdat het penthouse in het nog te bouwen pand verkocht was voor een bedrag rond de 16 miljoen euro aan de Amsterdamse horecaondernemer Won Yip.
Langs de Spaarndammerdijk, een drukke weg (s102) tussen het centrum en de A10, is de Spaarndammertunnel gebouwd voor het autoverkeer, deze werd geopend in 2018. Daar bovenop is een groengebied aangelegd met een ventweg voor het buurtverkeer en de stadsbus. In 2021 kreeg dit de naam Houthavenpark.

## Straatnamen en bruggen
In 1945, met het dempen van de insteekhavens, verviel de straatnaam Houthaven. De toen aangelegde straten kregen de namen van historische steden aan de Witte Zee, Oostzee en Noordzee: Archangelkade en Archangelweg, Danzigerbocht en Danzigerkade, Gevleweg, Haparandaweg, Rigakade en Stavangerweg (later vernoemd).
De in het tweede decennium van de 21e eeuw opgespoten eilanden heten: Wiborgeiland, Stettineiland, Revaleiland, Narva-eiland, Memeleiland, Libau-eiland en Karlskrona-eiland en zijn ook vernoemd naar steden rond de Oostzee. Het betreft deels de (Duitse) plaatsnamen van voor 1945. De zeven nieuwe eilanden worden verbonden door vijftien bruggen. Ook de bruggen worden vernoemd naar steden rond de Oostzee. De meest beeldbepalende brug is de Gevlebrug, naar een ontwerp van Piet Kramer.

## Grachten
In de nieuwe woonwijk zijn vanaf 2018 acht nieuwe grachten gegraven. De naamgeving is grotendeels gebaseerd op plaatsen langs de Oostzee waarmee Amsterdam vroeger veel handelde. In 2021 kregen zij de volgende namen:
- Gevlewater
- Lübeckgracht
- Stralsundgracht
- Koningsbergengracht
- Kolberggracht
- Pernaugracht
- Wismargracht
- Houthavengracht

## Openbaar vervoer
De Houthaven is vanuit het centrum bereikbaar met buslijn 48 die in de wijk zijn eindpunt heeft aan de Koivistokade. Aan de rand van de wijk heeft buslijn 22 een halte bij de Spaarndammerstraat.
Stopplaats Spaarndammerdijk-Houthaven was een halte aan de spoorlijn Amsterdam – Zaandam; geopend in 1891 en gesloten in 1900.

## Afbeeldingen

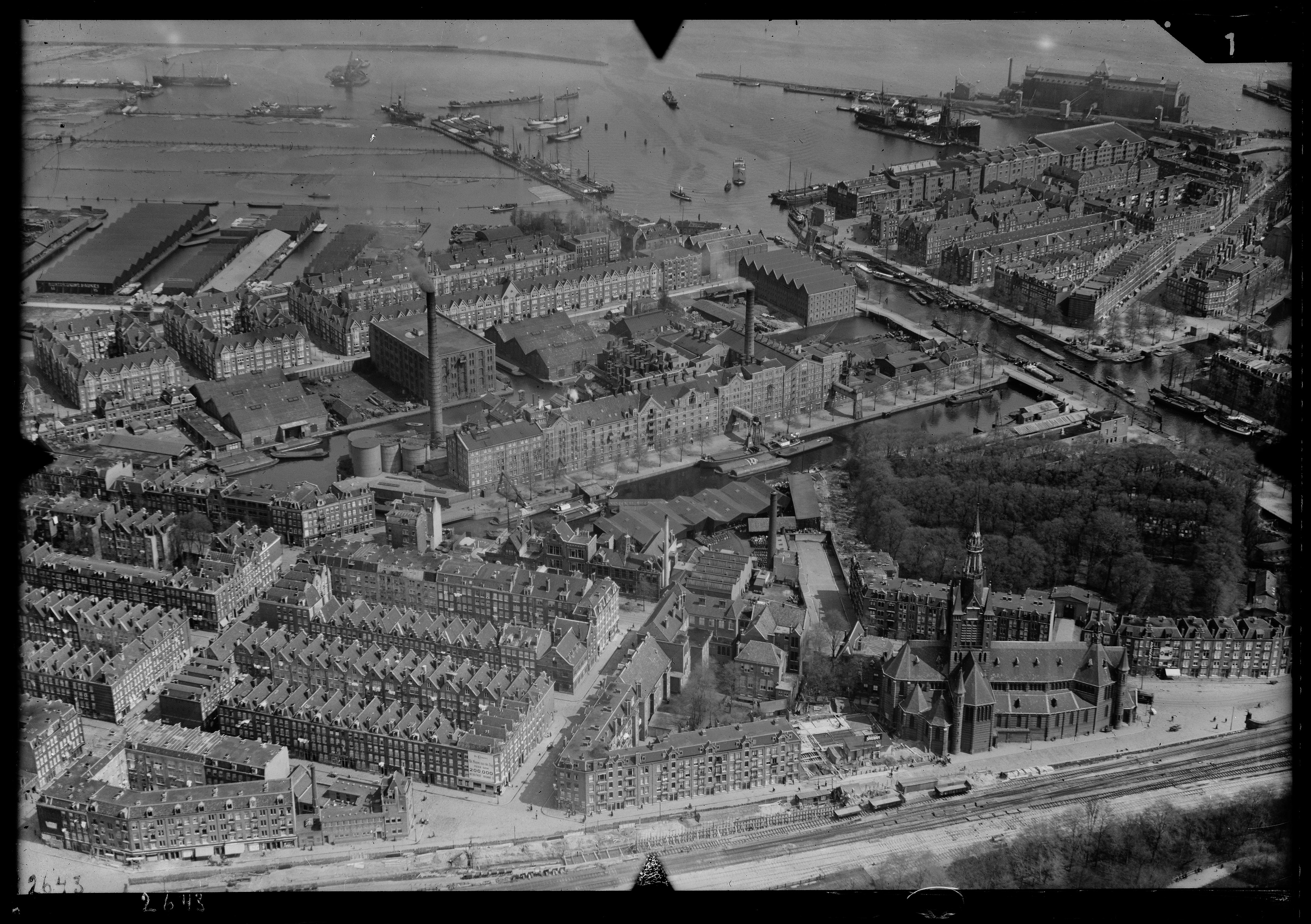
Luchtfoto van de Spaarndammerbuurt, Zeeheldenbuurt en de Oude Houthaven op de achtergrond (omstreeks 1930)
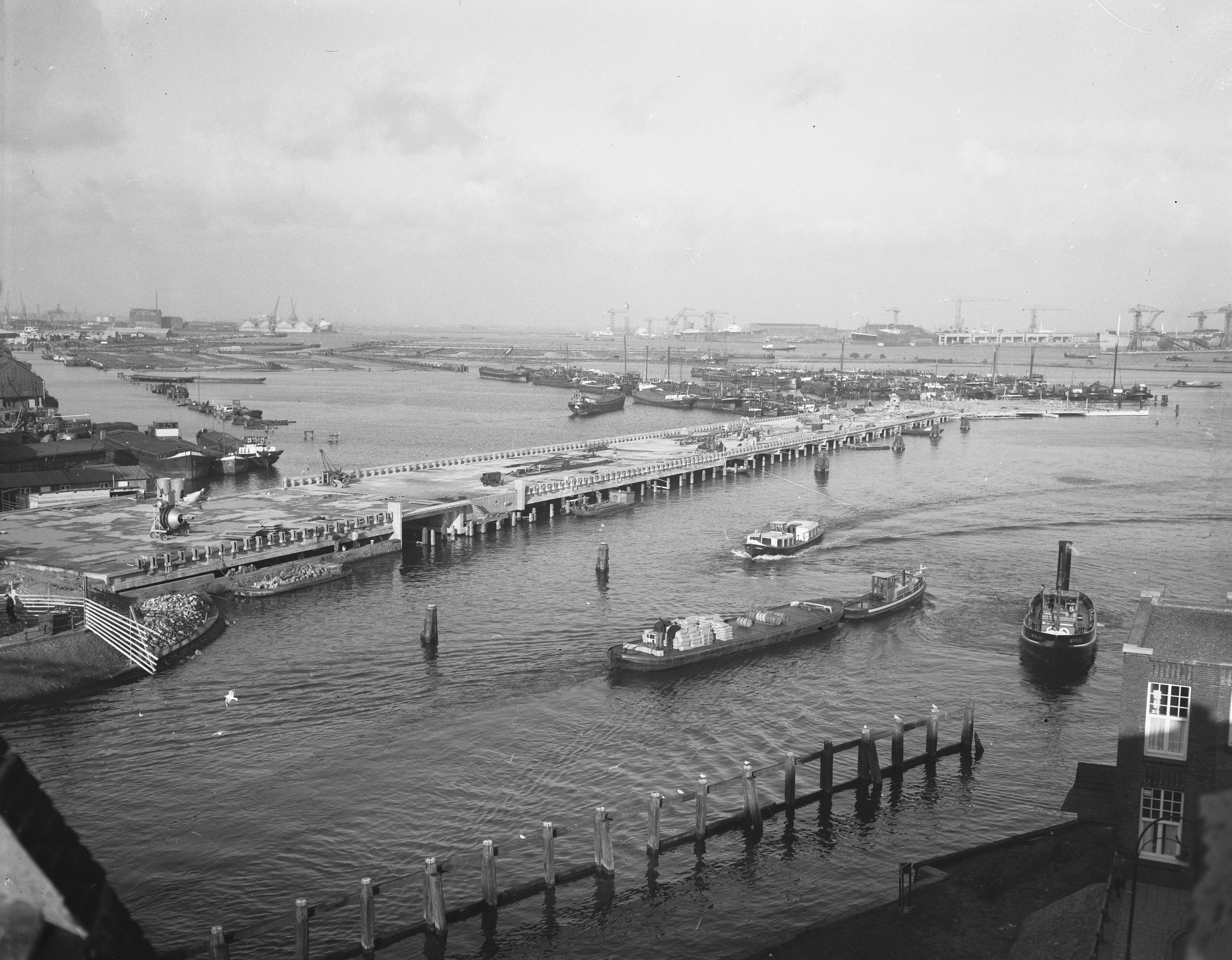
De Pontsteiger in aanbouw, op de achtergrond de Houthaven met drijvende balken (16 januari 1956)
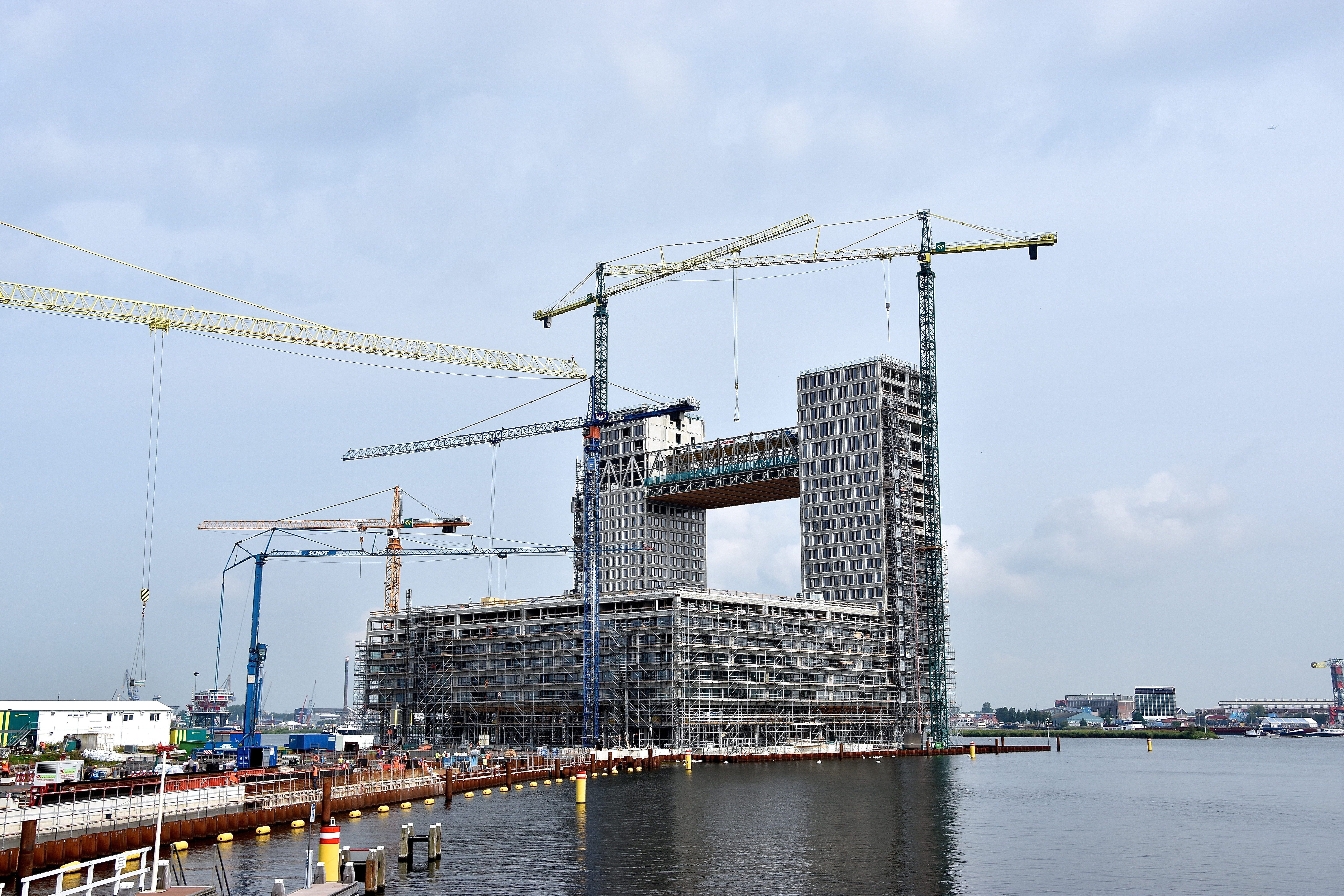
Pontsteigergebouw in aanbouw (2017)
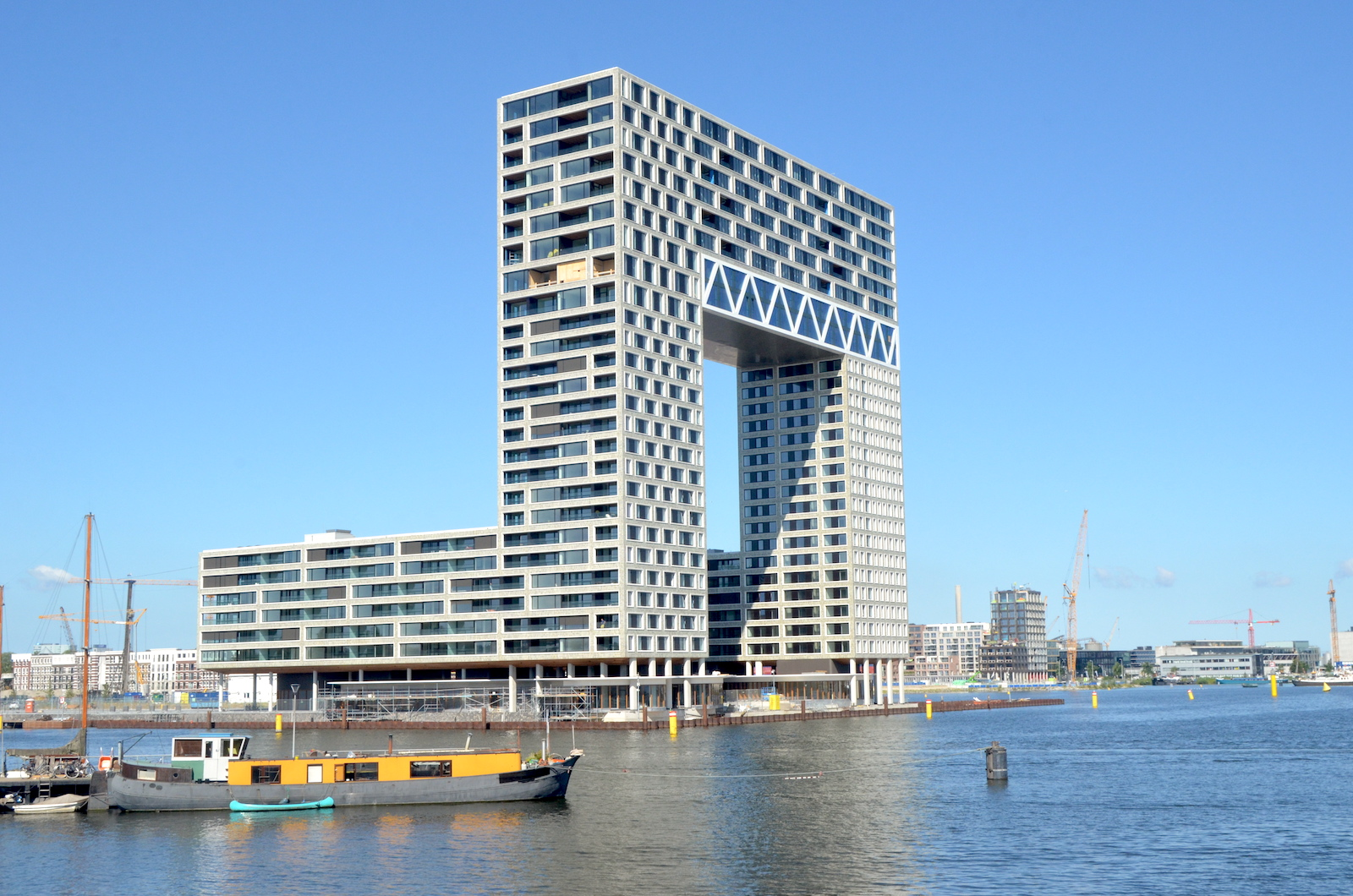
Het Pontsteigergebouw, kort na de voltooiing in juli 2018.
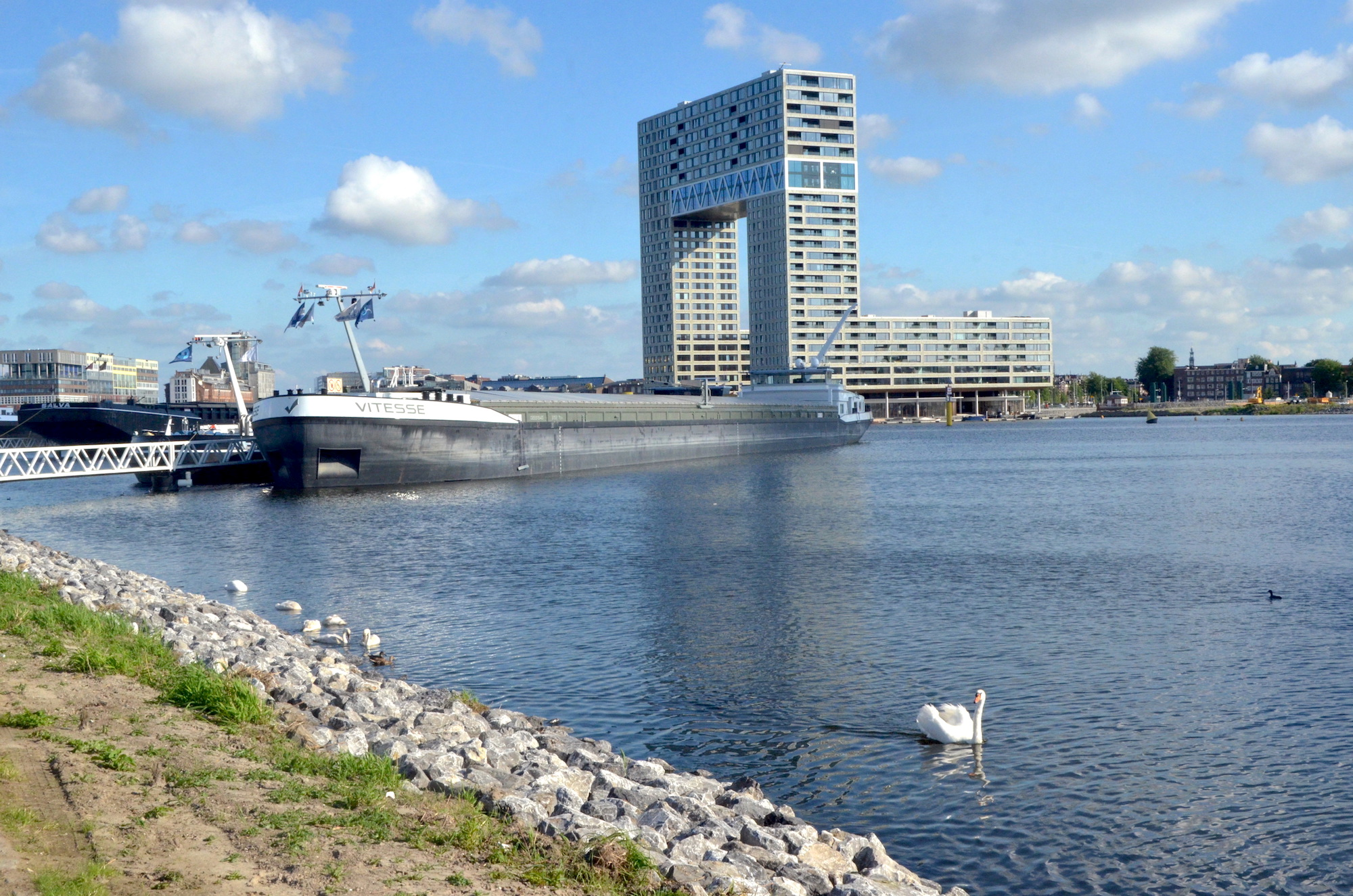
Het Pontsteigergebouw, gezien uit het noordwesten (24 juli 2020)
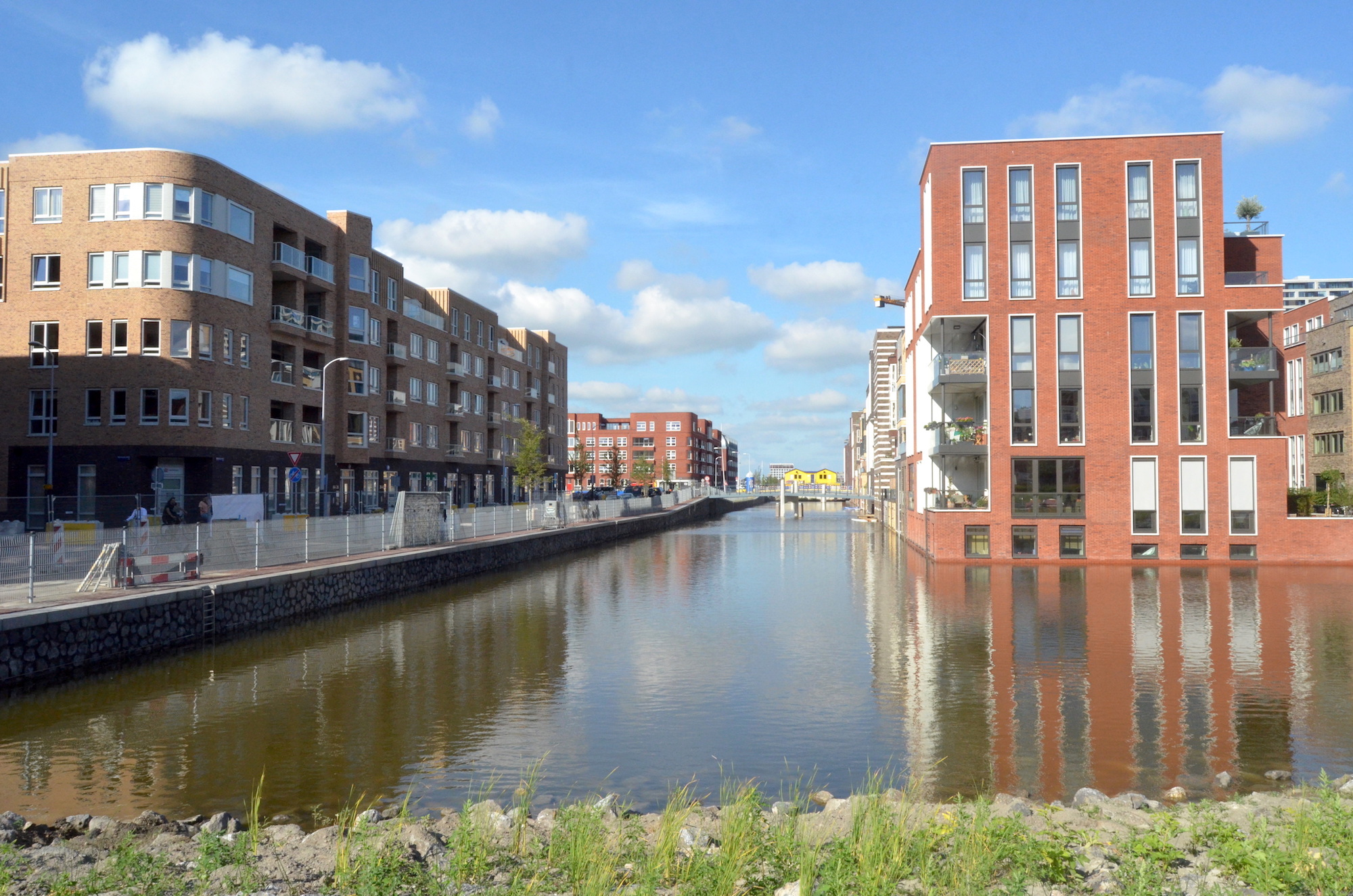
Reval-eiland en Narva-eiland (24 juli 2020)
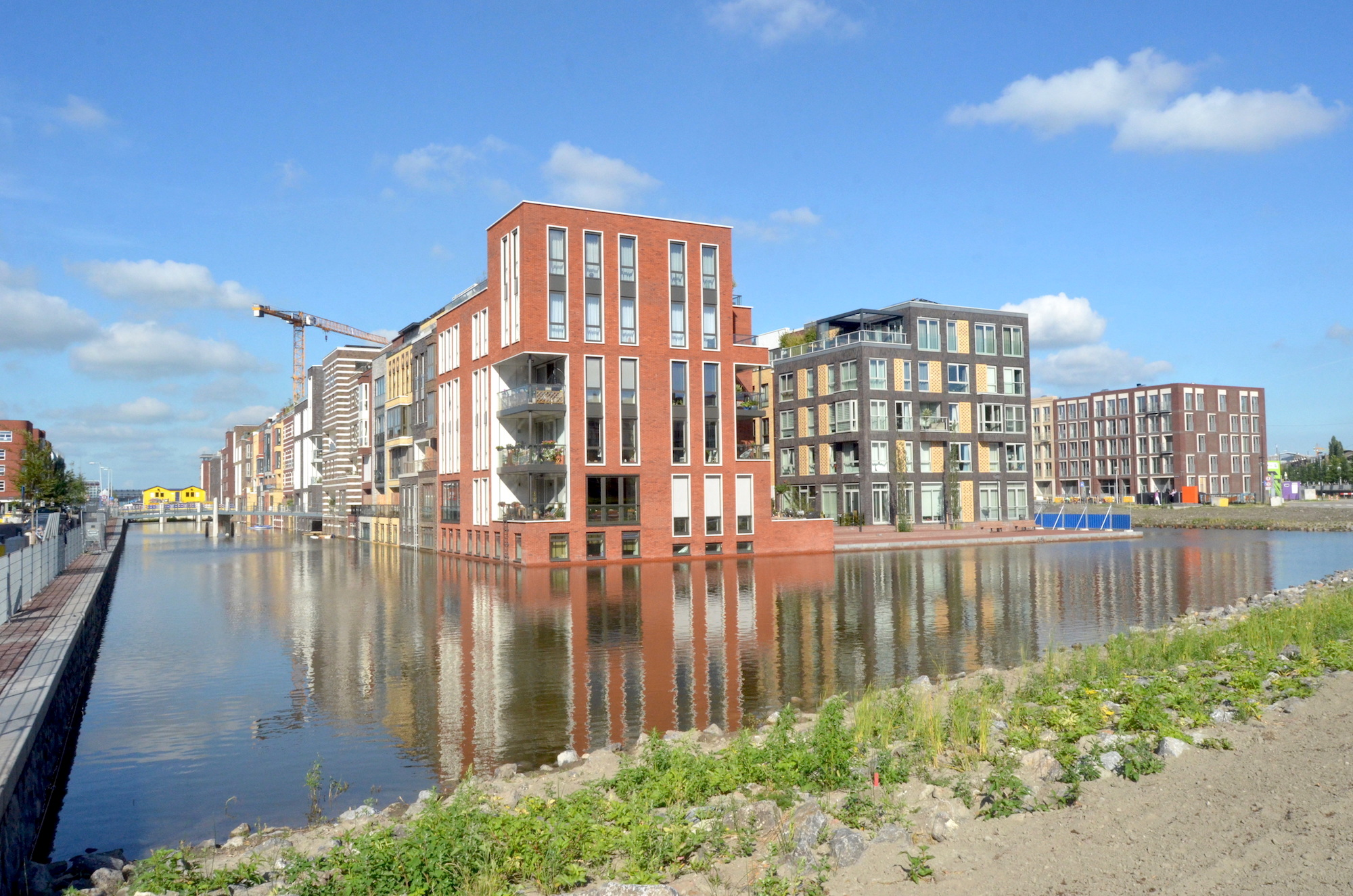
Narva-eiland en Memel-eiland (24 juli 2020)
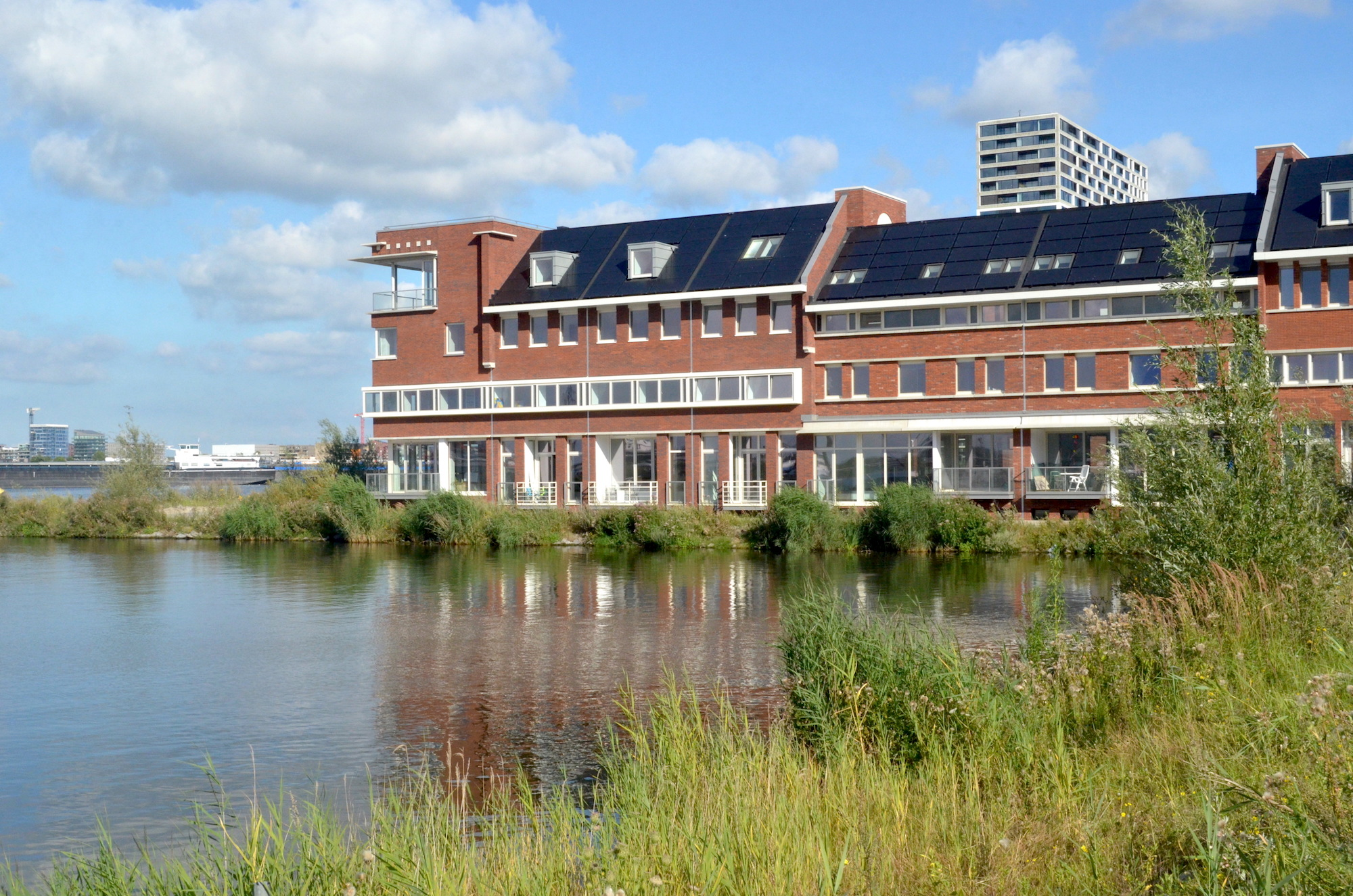
Stettin-eiland (24 juli 2020)
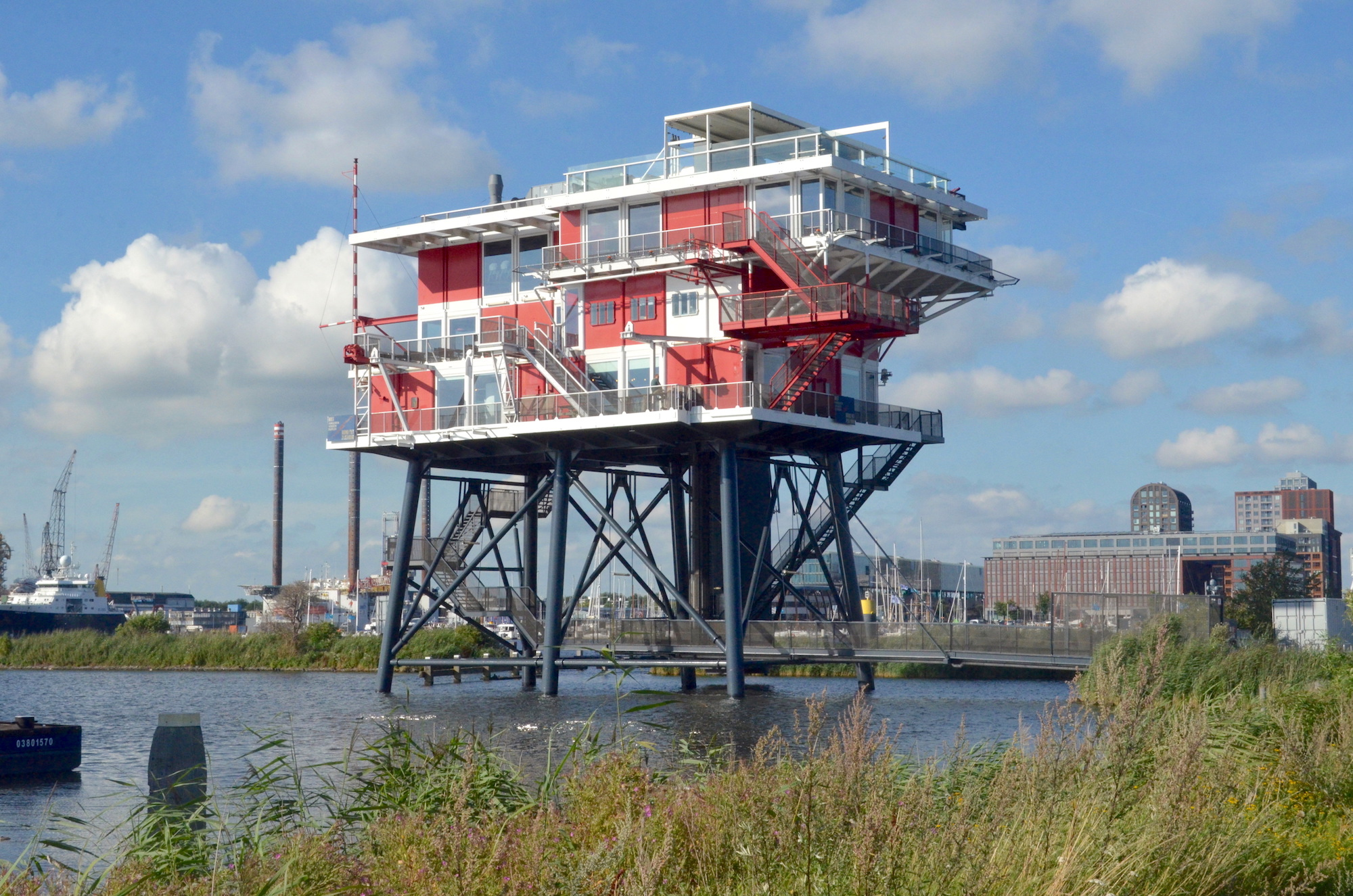
REM-eiland (24 juli 2020)
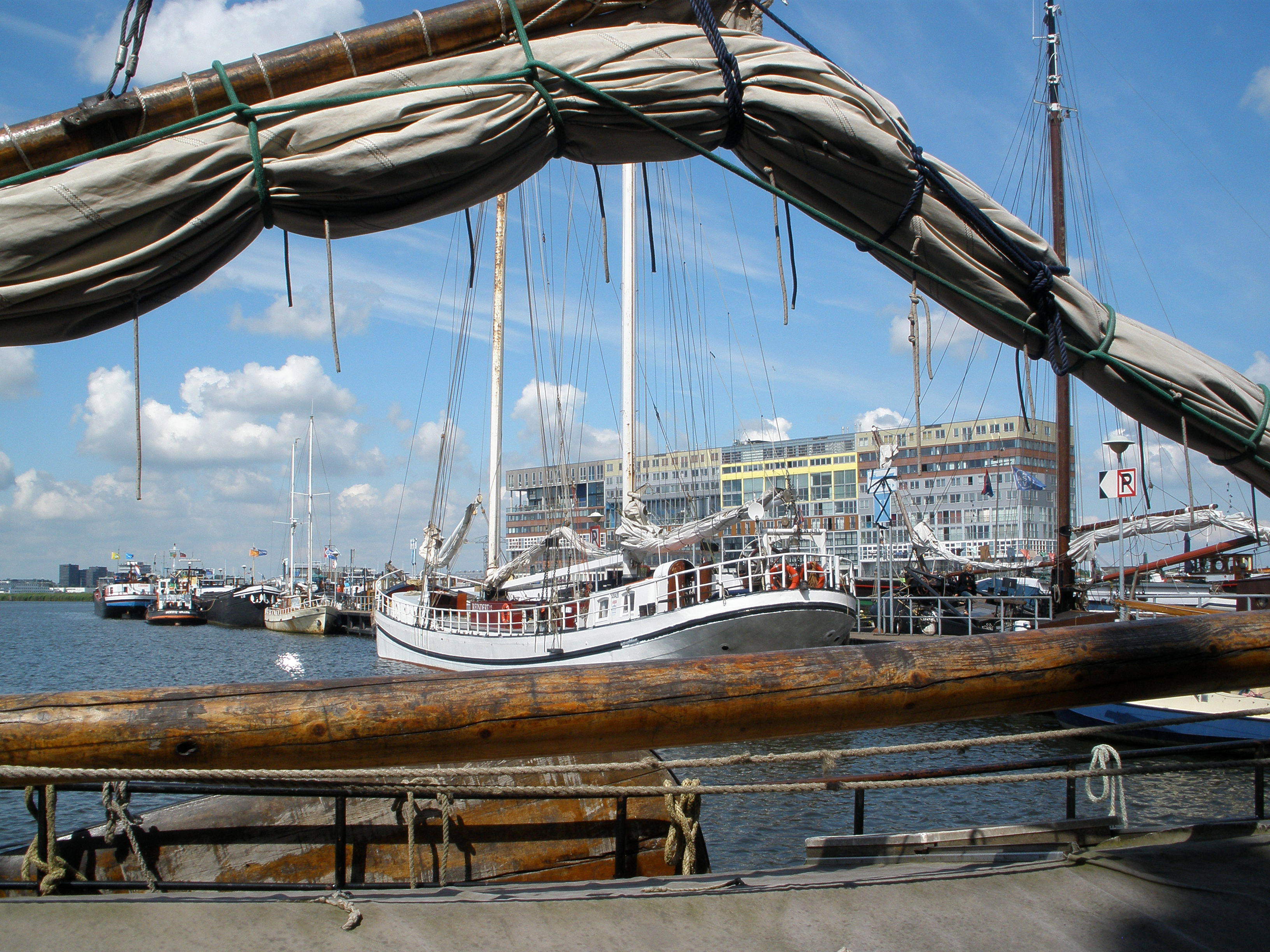
Zeilschepen in de Oude Houthaven (14 juni 2008)
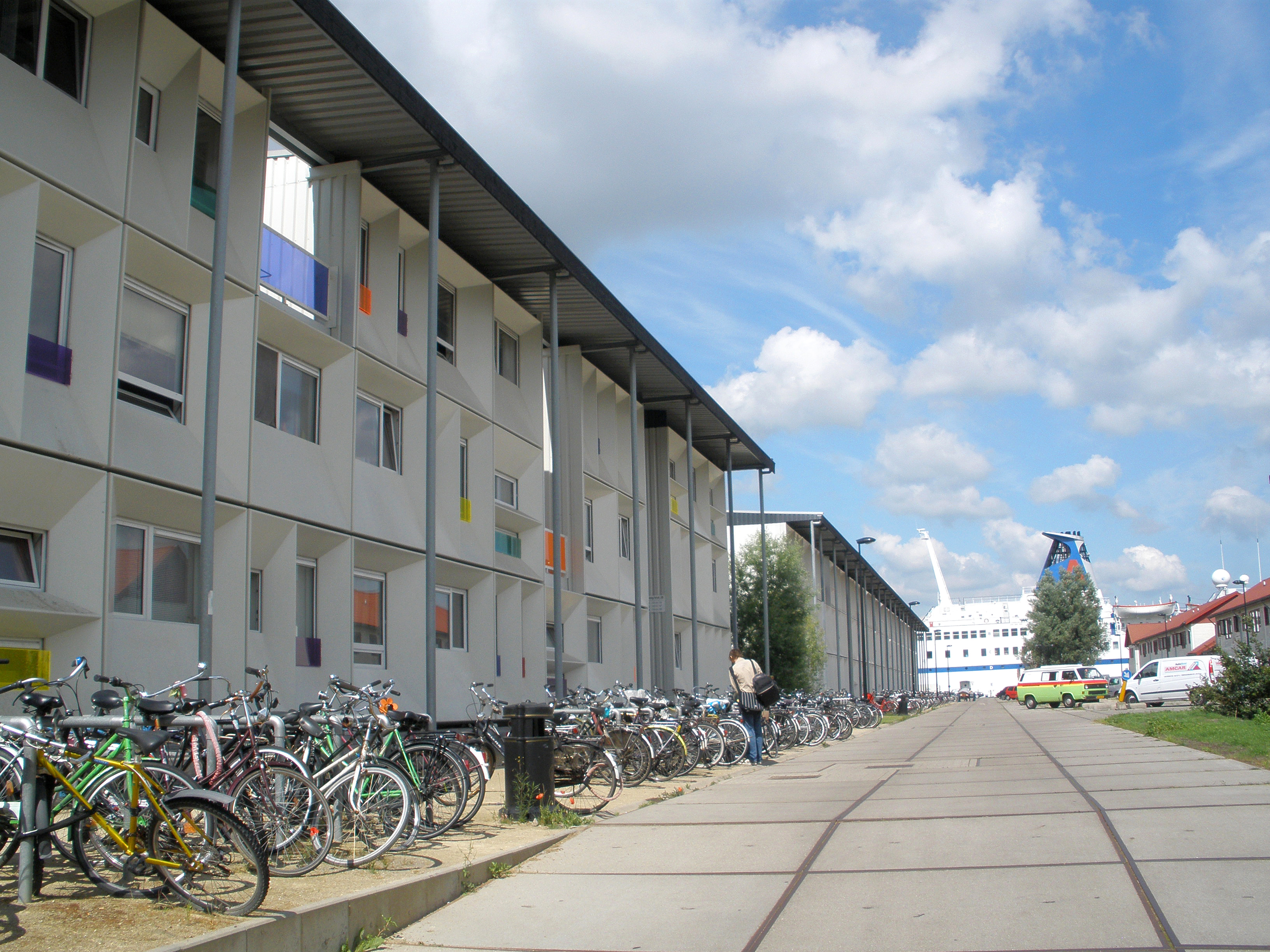
Tijdelijke studentenwoningen in de Houthaven. Op de achtergrond is het schip Rochdale One zichtbaar.
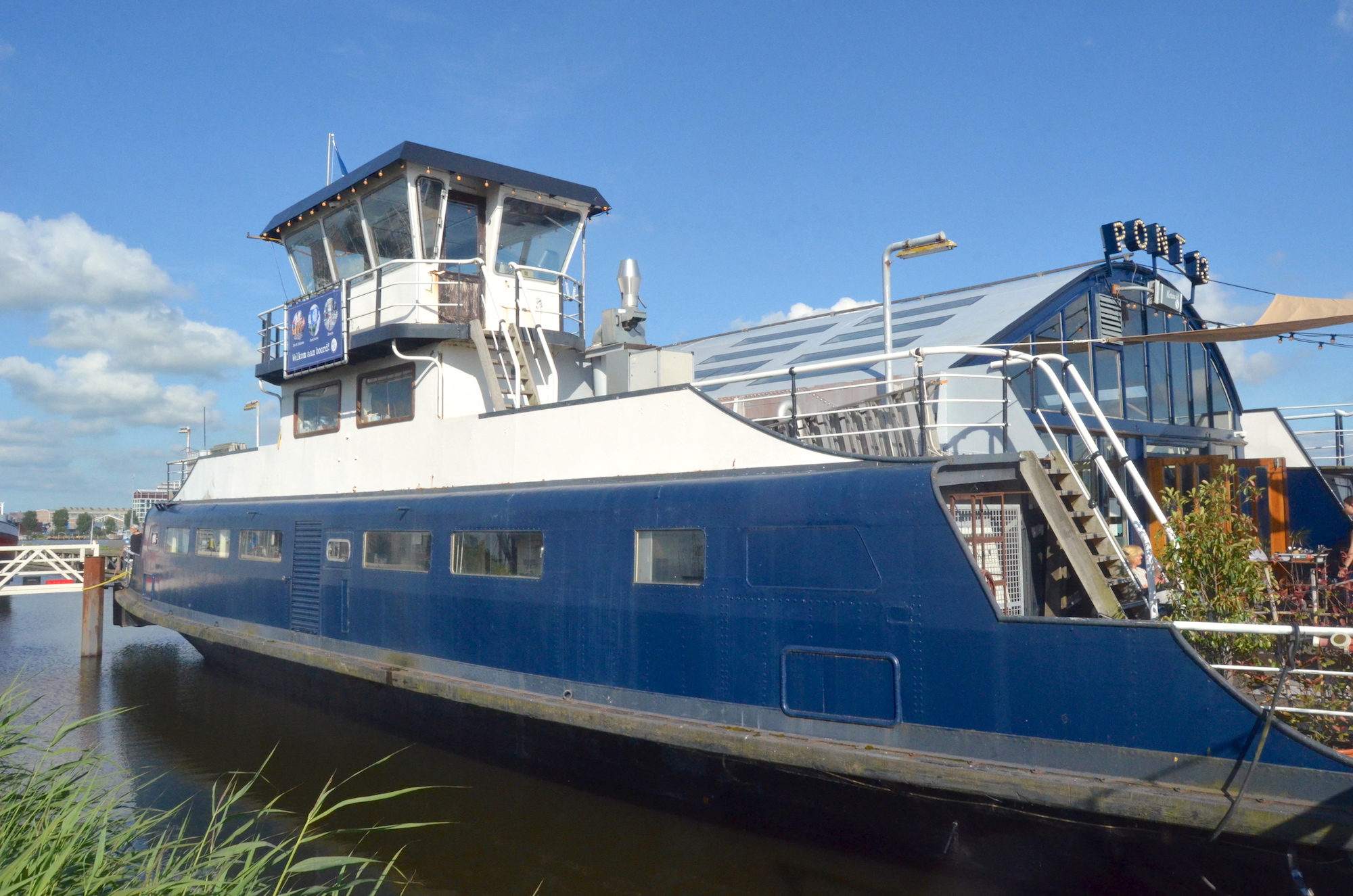
Restaurant Pont 13, de voormalige GVB-veerpont 13
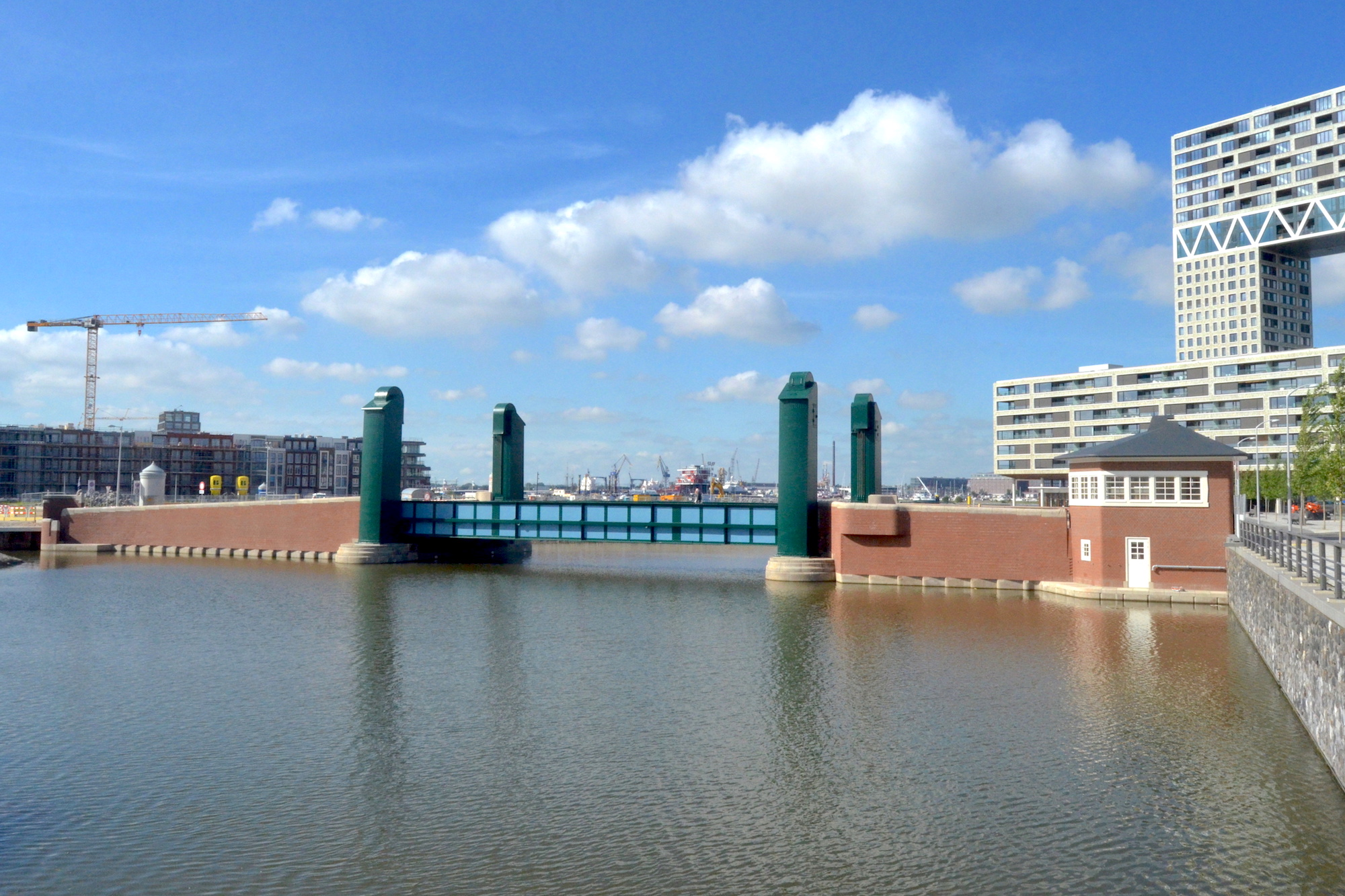
De Gevlebrug (brug 2430), nabij het Pontsteigergebouw (24 juli 2020)
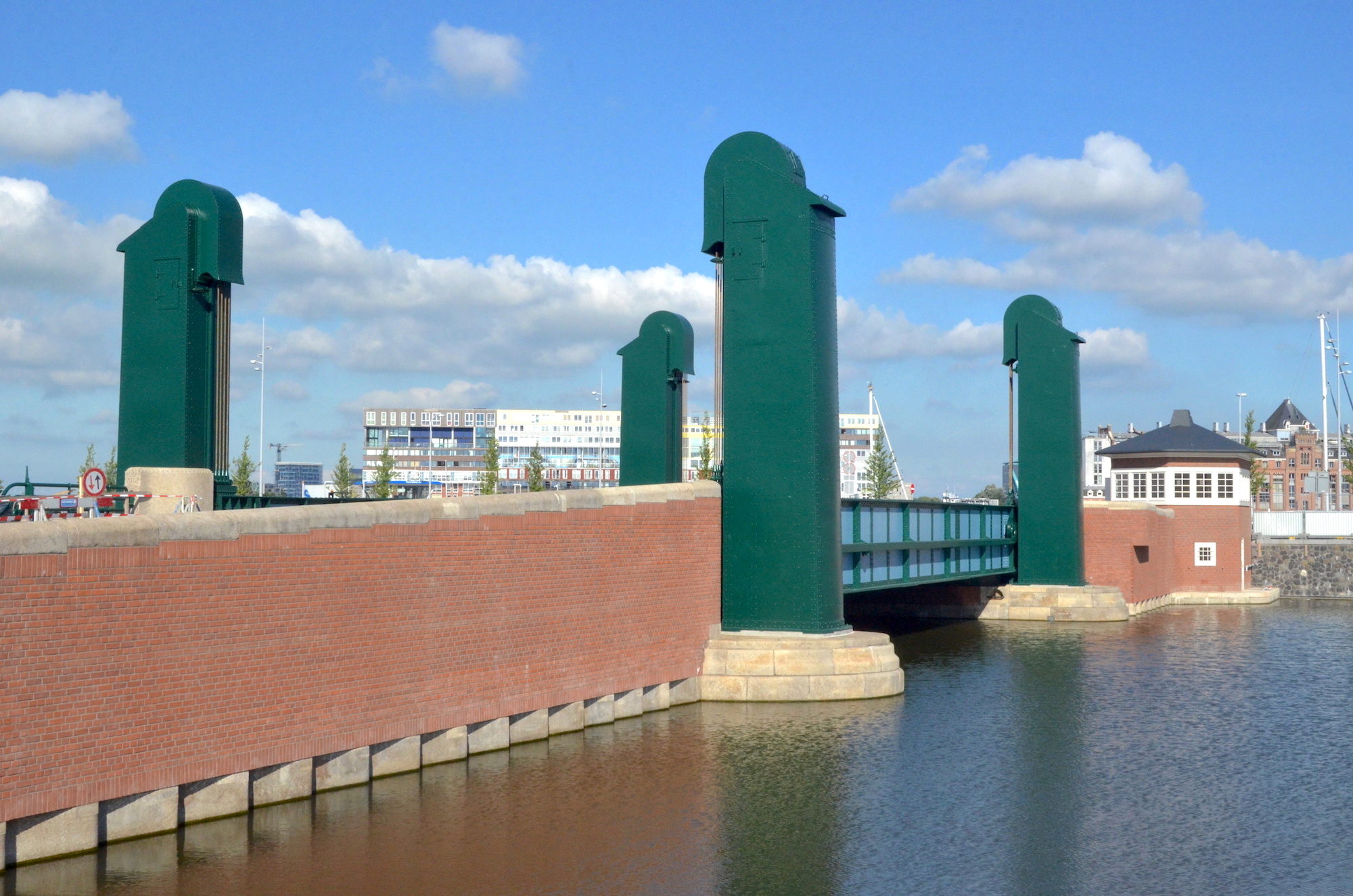
De Gevlebrug (brug 2430) is een hefbrug naar ontwerp van Piet Kramer uit 1930 (24 juli 2020)

Elseneurbrug · Gevlebrug · Helsingforsbrug ·  Kalmarbrug · Kolbergbrug · Koningsbergenbrug · Kronstadtbrug · Lübeckbrug · Pernaubrug · Pilaubrug · Rostockbrug · Stralsundbrug · Windaubrug · Wisbybrug · Wismarbrug
| Havens en werven in het Amsterdamse havengebied |
| --- |
| · Afrikahaven Zanzibarhaven Madagascarhaven Amerikahaven Alaskahaven Cacaohaven Texashaven Aziëhaven Australiëhaven Tasmaniëhaven ADM-haven Westhaven Hornhaven Moezelhaven Mainhaven Beringhaven Suezhaven Bosporushaven Sonthaven Jan van Riebeeckhaven Usselincxhaven C. Reynierszhaven Adenhaven Ashaven Petroleumhaven Coenhaven Mercuriushaven Vlothaven Neptunushaven Minervahaven Houthaven Nieuwe Houthaven Bewaarhaven Oude Houthaven Sixhaven Ponthaven IJhaven Ertshaven Spoorwegbassin Entrepothaven Shipdock NDSM Oranjewerf Oranjesluizen P.W.Alexandersluis Noordzeekanaal IJ Dirk Metselaarhaven Isaac Baarthaven Wim Thomassenhaven |

 Abberdaan · Admiralenbuurt · Amstel III · Amsteldorp · Amstelkwartier · Andreas Ensemble · Apollobuurt · ArenAPoort · Bajeskwartier · Banne Buiksloot · Bedrijventerrein Sloterdijk · Bellamybuurt · Betondorp · Bijlmer · Binnenstad · Bloemenbuurt · Borgerbuurt · Borneo · Bos en Lommer · Buiksloot · Buiksloterham · Buikslotermeer · Buiteneiland · Buitenveldert · Bullewijk · Burgwallen Oude Zijde · Burgwallen Nieuwe Zijde · Centrum Amsterdam Noord · Centrumeiland · Chassébuurt · Chinatown · Cremerbuurt (Amsterdam) · Cruquius · Czaar Peterbuurt · Da Costabuurt · Dapperbuurt · De Aker · De Baarsjes · De Bongerd · De Eendracht · De Heining · De Krommert · De 9 Straatjes · De Omval · De Pijp · Diamantbuurt · Driemond · Disteldorp · Dubbele Buurt · Duivelseiland · Duvelshoek · Elzenhagen · Erasmusparkbuurt · Floradorp · Frederik Hendrikbuurt · Funenpark · Gaasperdam · Gein · Geuzenveld · Gibraltarbuurt · Gouden Reael · Gulden Winckelbuurt · Grachtengordel · Haarlemmerbuurt · Hallenkwartier · Haven-Stad · Haveneiland · Havenstraatterrein · Helmersbuurt · Het Funen · Holendrecht · Hoofddorppleinbuurt · Houthaven · IJ-oevers · IJburg · IJdock · IJplein · Indische Buurt · Jan Maijenbuurt · Java-eiland · Jeruzalem · Jeugdland ·Jodenbuurt · Jordaan · Julianapark · Kadijken · Kadoelen · Kattenburg · Kinkerbuurt · KNSM-eiland · Kolenkitbuurt · Kop van Jut · Van der Kunbuurt · Laan van Spartaan · Landlust · Landstrekenbuurt · Lastage · Leidsebuurt · Lutkemeer · Marathonbuurt · Marineterrein · Marken · Marktkwartier · Medisch Centrum Slotervaart · Mercatorbuurt · Middelveldsche Akerpolder · Molenwijk · Museumkwartier · Nellestein · Nieuw Sloten · Amsterdam Nieuw-West · Nieuwe Pijp · Nieuwendam · Nieuwendammerdijk en Buiksloterdijk · Nieuwendammerham · Nieuwezijde · Nieuwmarkt · Noorderhof · Noordoever Sloterplas · Noordse Bos · Olympisch Kwartier · Omval · Ookmeer · Oostelijk Havengebied · Oostelijke Eilanden · Oostelijke Handelskade · Oostenburg · Oosterdokseiland · Oosterparkbuurt · Oostoever Sloterplas · Oostpoort · Oostzanerwerf · Osdorp · Oud Osdorp · Oud-Oost · Oud-West · Oud-Zuid · Oude Pijp · Oudezijde · Overamstel · Overhoeks · Overtoombuurt · Overtoomse Buurt · Overtoomse Veld · Park Haagseweg · Park de Meer · Plan van Gool · Plan West · Plan Zuid · Planciusbuurt · Plantagebuurt · Postjesbuurt · Prinses Irenebuurt · Rapenburg · Reigersbos · Riekerpolder · Rieteilanden · Rietlanden · Rivierenbuurt · Robert Scottbuurt · Roeterseiland · Ruigoord · Schinkel (bedrijventerrein) · Schinkelbuurt · Science Park · Sloten · Sloterdijk · Sloterdijk-Centrum · Slotermeer · Slotervaart · Sluisbuurt · Spaarndammerbuurt · Spieringhorn · Sporenburg · Sportheldenbuurt · Staatsliedenbuurt · Stadionbuurt · Steigereiland · Strandeiland · Teleport · Transvaalbuurt · Trompbuurt · Tuindorp Buiksloot · Tuindorp Buiksloterham · Tuindorp Nieuwendam · Tuindorp Oostzaan · Tuttifruttidorp · Van Tijenbuurt · Uilenburg · Universiteitskwartier · Valkenburg · Van der Kunbuurt · Van der Pekbuurt · Van Lennepbuurt · Venserpolder · Vlooienburg · Vogelbuurt · Vogeldorp · Vogeltjeswei · Volewijck · Vondelparkbuurt · Vrije Geer · Waalseiland · Watergraafsmeer · Waterlandpleinbuurt · Waterwijk · Weesp · Weesperbuurt · Weespertrekvaartbuurt · Weesperzijde · Westelijke Eilanden · Westelijke Tuinsteden · Westerdokseiland · Westerpark · Westpoort · Willemspark · Wittenburg · Zeeburg · Zeeburgereiland · Zeeheldenbuurt · Zuidas · Zuideramstel